# Everyday Robots (canción)
«Everyday Robots» es una canción de Damon Albarn, de su álbum debut como solista, Everyday Robots. Fue lanzado como sencillo en edición digital y limitada formatos de vinilo 7" el 3 de marzo de 2014, a través de Warner Bros. Records en Estados Unidos. Por otra parte, canción que da título al álbum será lanzado junto con un lado B sin álbum llamado «Electric Fences». La canción también contiene sample de 1940-50 de diatriba antisemita de la cadera del actor cómico Lord Buckley sobre el explorador español Álvar Núñez Cabeza de Vaca.
Un vídeo musical para la canción fue lanzada el 20 de enero de 2014.

## Video musical
El video musical, dirigido por el artista Aitor Throup, fue lanzado el 20 de enero de 2014. Cuenta con una deconstrucción digital y la reconstrucción de la cabeza de Albarn. Software de imágenes generadas por ordenador, las exploraciones craneales reales y las técnicas de reconstrucción facial se utilizaron para producir el video animado.
El video de la canción también se estrenó en Sundance Channel.
El objetivo era representa a Damon Albarn como individuo: como persona y como artista, de la manera más directa posible, que muestra las capas muy tangibles de su trabajo, que combina la autenticidad y la complejidad con simplicidad instantánea y un equilibrio único entre la naturaleza y la tecnología. El video es una metáfora de ser obra de Albarn el resultado de muchos elementos que informan el producto final. Como un estudio anatómico, el resultado de la pieza final es un resultado directo de todo lo que informa que, todo lo que representa. Throup comentó: «Me pasé un montón de tiempo con Damon en el estudio, y yo realmente quería capturar sus intenciones y mensajes al tiempo que propone una manera única de transmitir visualmente. Hay letras específicas que me parecen, y en particular su análisis de la forma en que estamos en momentos como robots, cada día en nuestro teléfonos y mirando como piedras de pie. Yo estaba muy interesado en la idea de cómo el desafío de vivir con la tecnología nos ha convertido en repeticiones de la misma. Es una especie de declaración individual sobre la pérdida de la individualidad a través de la tecnología, hecho de una manera que a la vez no sólo lo acepta, sino que depende de ella».

## Lista de canciones
Ltd 7" + HD Download Bundle

| N.º | Título            | Duración |  |
| 1.  | «Everyday Robots» | 3:57     |  |
| 2.  | «Electric Fences» | 4:08     |  |

CD Promo

| N.º | Título                           | Duración |  |
| 1.  | «Everyday Robots»                | 3:57     |  |
| 2.  | «Everyday Robots (Instrumental)» | 3:57     |  |